# Hypetraxx
 (décembre 2021).
Hypetraxx est un groupe allemand de techno, actif entre 1996 et 2004. Le plus grand succès commercial est le single The Darkside en 2000. Le groupe se composait de Frank Kuchinke, Cengiz Özmaden et Jesse B. Foerster, et est produit par Sean Dexter et Ugly Kid Jay.

## Discographie

### Albums studio
- 2000 : Tales from the Darkside (Flex Records)

### Singles
| Année                                                                       | Titre                           | Meilleure position | Meilleure position | Meilleure position | Meilleure position | Meilleure position | Album                   |
| Année                                                                       | Titre                           | ALL                | AUT                | SUI                | SUÈ                | NOR                | Album                   |
| --------------------------------------------------------------------------- | ------------------------------- | ------------------ | ------------------ | ------------------ | ------------------ | ------------------ | ----------------------- |
| 1996                                                                        | Do U Love Me?                   | —                  | —                  | —                  | —                  | —                  | —                       |
| 1996                                                                        | Whop Your Body                  | —                  | —                  | —                  | —                  | —                  | —                       |
| 1999                                                                        | Interceptor (D-Cay)             | —                  | —                  | —                  | —                  | —                  | —                       |
| 1999                                                                        | The Darkside                    | 12                 | 8                  | 67                 | 46                 | 4                  | Tales from the Darkside |
| 2000                                                                        | See the Day                     | 24                 | 29                 | 84                 | 44                 | —                  | Tales from the Darkside |
| 2001                                                                        | Paranoid                        | 61                 | —                  | —                  | —                  | —                  | —                       |
| 2002                                                                        | Send Me an Angel                | —                  | —                  | —                  | —                  | —                  | —                       |
| 2003                                                                        | Ich bin so (vs. Sabrina Setlur) | —                  | —                  | —                  | —                  | —                  | —                       |
| 2003                                                                        | The Promiseland                 | —                  | —                  | —                  | —                  | —                  | —                       |
| 2004                                                                        | Dead or Alive                   | —                  | —                  | —                  | —                  | —                  | —                       |
| « — » montre que le single n'a atteint aucun classement ou n'est pas sorti. |                                 |                    |                    |                    |                    |                    |                         |